# WrestleDream (2024)
WrestleDream (2024) est un Pay-per-view de catch (lutte professionnelle) produit par la promotion américaine All Elite Wrestling. L'événement a eu lieu le 12 octobre 2024 au Tacoma Dome à Tacoma (Washington). Il s'agit de la seconde édition de WrestleDream.

## Production
Le 1er octobre 2022, Antonio Inoki, un ancien catcheur japonais, est décédé des suites d'une amylose cardiaque à l'âge de 79 ans. 
Le 28 août 2023, le président de la All Elite Wrestling, Tony Khan, annonce l'organisation d'un Pay-per-view pour honorer sa mémoire et célébrer le premier anniversaire de sa mort: WrestleDream, dont la première édition aura lieu le 1er octobre à la Climate Pledge Arena à Seattle (Washington).
Le 11 avril 2024, la compagnie de catch annonce que la seconde édition du Pay-per-view aura lieu le 12 octobre au Tacoma Dome à Tacoma (Washington),.

## Contexte
Les spectacles de la All Elite Wrestling (AEW) sont constitués de matchs aux résultats prédéterminés par les scénaristes de la compagnie. Ces rencontres sont justifiées par des storylines – une rivalité entre catcheurs, la plupart du temps – ou par des qualifications survenues dans les shows de la AEW tels que Dynamite, Rampage et Collision. Tous les catcheurs possèdent un gimmick, c'est-à-dire qu'ils incarnent un personnage gentil (Face) ou méchant (Heel), qui évolue au fil des rencontres. Un événement comme WrestleDream est donc un événement tournant pour les différentes storylines en cours.

## Tableau des matchs
| Ordre par numéros | Résultat | Stipulation(s)                                          | Temps |
| --- | --- | ------------------------------------------------------- | ----- |
| 1P | Brian Cage bat Atlantis Jr. (c), | Match simple pour le ROH World Television Championship  | 11:00 |
| 2P | Anna Jay bat Harley Cameron, | Match simple                                            | 8:20  |
| 3P | The Acclaimed (Anthony Bowens et Max Caster) (avec Billy Gunn) bat MxM Collection (Mansoor et Mason Madden) (avec Rico Constantino), | Tag Team match                                          | 11:25 |
| 4P | The Conglomeration (Kyle O'Reilly et Orange Cassidy) et The Outrunners (Truth Magnum et Turbo Floyd) battent Premier Athletes (Ariya Daivari et Josh Woods) (avec "Smart" Mark Sterling) et The Dark Order (Alex Reynolds et John Silver) (avec Evil Uno), | 8-Man Tag Team match                                    | 11:30 |
| 5 | Jay White bat "Hangman" Adam Page, | Match simple                                            | 16:20 |
| 6 | "The Glamour" Mariah May (c) bat Willow Nightingale, | Match simple pour le AEW Women's World Championship     | 10:50 |
| 7 | Jack Perry (c) bat Katsuyori Shibata, | Match simple pour le AEW TNT Championship               | 9:20  |
| 8 | Konosuke Takeshita (avec Don Callis) bat Will Ospreay (c) et Ricochet, | 3-Way match pour le AEW International Championship      | 20:45 |
| 9 | Hologram bat The Beast Mortos, | 2 Out of 3 Falls match                                  | 16:40 |
| 10 | Darby Allin bat Brody King, | Match simple                                            | 12:20 |
| 11 | The Young Bucks (Matthew et Nicholas Jackson) (c) battent Private Party (Isiah Kassidy et Marq Quen), | Tag Team match pour les AEW World Tag Team Championship | 15:50 |
| 12 | Mark Briscoe (c) bat Chris Jericho (avec Big Bill), | Match simple pour le ROH World Championship             | 15:20 |
| 13 | Jon Moxley (avec Marina Shafir) bat Bryan Danielson (c) par soumission, | Match simple pour le AEW World Championship             | 27:00 |
| La lettre C placée entre parenthèses désigne la personne ou l’équipe championne en titre. P – indique que le match a eu lieu lors du pré-show | |                                                         |       |